# Elita Löfblad
Elita Löfblad, egentligen Helita Mariam Löfblad Letelier, född den 16 augusti 1980, är en svensk tidigare nakenmodell och dokusåpadeltagare. Hon gjorde utvik i den amerikanska tidningen Playboy och medverkade 2002 i en av Playboys videofilmer. Hon medverkade i Kanal 5:s dokusåpa Big Brother år 2005. Löfblad har också gjort utvik i de svenska herrtidningarna Slitz och Moore Magazine. 
Löfblad började 2007 arbeta som hudterapeut.
Löfblad har två systrar, en äldre och en yngre och är uppvuxen i Blackeberg (Bromma) norr om Stockholm.